# 大森玉木
大森 玉木（おおもり たまき、1886年（明治19年）3月20日 - 1964年（昭和39年）2月19日）は、日本の政治家、興行師。衆議院議員（6期）、石川県議会議員。

## 経歴
石川県鹿島郡七尾町（現在の七尾市）生まれ。西湊村尋常小学校卒業。
当初は大相撲に入り、雷部屋に入門したが、間もなく廃業。その後は帰郷し、草相撲で活動。四股名は最初は「玉椿」と名乗り、その後「唐戸山」と改め、大関まで上がった。のちに興行師として活躍。1930年（昭和5年）、浅草公園六区で安来節を上演していた御園座を改築し、玉木座を開業。チェロ奏者だった佐々木千里を支配人として経営を任せる一方、劇団プペ・ダンサントを発足させて榎本健一などが活躍した。
1928年（昭和3年）9月、村社八幡神社鳥居及び玉垣建設費として1100円寄付により1931年（昭和6年）5月31日、褒状下賜。
石川県に戻り、七尾町会議員を経て、県会議員選挙に出馬、当選し政界入りした。戦後、衆議院議員総選挙に民主党から出馬し当選。第2次岸改造内閣で北海道開発政務次官、衆議院懲罰委員長、改進党副幹事長、顧問、民主党代議士会長、総務、自由民主党両院議員総会副会長などを歴任する。
1927年（昭和2年）に七尾消防組組頭になってから七尾市消防団団長として施設改善充実に努め消防協会役員に就くなど消防の育成強化に貢献したとして1955年（昭和30年）、藍綬褒章受章。1958年（昭和33年）12月、七尾城山園にテレビ1台寄付により1959年（昭和34年）4月8日紺綬褒章受章。
1964年（昭和39年）2月19日、講演会で倒れ死去、77歳。死没日をもって勲二等瑞宝章追贈、従四位に叙される。
ほか、土木請負業玉木組組長、玉木鮮魚、玉木繊維、玉木産業、金沢競馬土地、東京タイプライター各社長、石川県林業会会長を務めた。

## 年譜
- 1930年（昭和5年） - 御園座を改修し、玉木座として開業。
- 1954年（昭和29年） - 有隣協会理事長に就任[7]。

## 選挙歴
| 当落                         | 選挙                   | 施行日         | 選挙区       | 政党       | 得票数 | 得票率 | 得票順位 /候補者数 | 比例区 | 比例順位 /候補者数 |
| ---------------------------- | ---------------------- | -------------- | ------------ | ---------- | ------ | ------ | ------------------ | ------ | ------------------ |
| 落選                         | 第22回衆議院議員総選挙 | 1946年4月10日  | 石川県全県区 | 日本進歩党 | 32,653 | 5.3    | 8／34              | -      | -／-               |
| 当選                         | 第23回衆議院議員総選挙 | 1947年4月25日  | 石川県第2区  | 民主党     | 40,793 | 27.7   | 1／8               | -      | -／-               |
| 当選                         | 第24回衆議院議員総選挙 | 1949年1月23日  | 石川県第2区  | 民主党     | 32,351 | 18.5   | 2／7               | -      | -／-               |
| 当選                         | 第25回衆議院議員総選挙 | 1952年10月1日  | 石川県第2区  | 改進党     | 34,581 | 18.3   | 3／7               | -      | -／-               |
| 落選                         | 第26回衆議院議員総選挙 | 1953年4月19日  | 石川県第2区  | 改進党     | 38,309 | 20.3   | 4／7               | -      | -／-               |
| 当選                         | 第27回衆議院議員総選挙 | 1955年2月27日  | 石川県第2区  | 日本民主党 | 45,199 | 23.6   | 2／7               | -      | -／-               |
| 当選                         | 第28回衆議院議員総選挙 | 1958年5月22日  | 石川県第2区  | 自由民主党 | 35,191 | 19.18  | 3／6               | -      | -／-               |
| 当選                         | 第29回衆議院議員総選挙 | 1960年11月20日 | 石川県第2区  | 自由民主党 | 32,473 | 16.30  | 3／8               | -      | -／-               |
| 落選                         | 第30回衆議院議員総選挙 | 1963年11月21日 | 石川県第2区  | 自由民主党 | 27,086 | 13.67  | 5／7               | -      | -／-               |
| 当選回数6回（衆議院議員6回） |                        |                |              |            |        |        |                    |        |                    |